# Фалло
Фалло (італ. Fallo) — муніципалітет в Італії, у регіоні Абруццо, провінція К'єті.
Фалло розташоване на відстані близько 155 км на схід від Рима, 90 км на південний схід від Л'Аквіли, 50 км на південь від К'єті.
Населення — 133 особи (2014).
Щорічний фестиваль відбувається 5 квітня, la першої неділі серпня. Покровитель — San Vincenzo Ferreri.

## Демографія
Населення за роками:

Станом на 1 січня 2023 року в муніципалітеті офіційно проживало 5 іноземців з 2 країн, серед них 5 громадян країн Євросоюзу.

## Сусідні муніципалітети
- Боррелло
- Чивіталупарелла
- Монтелап'яно
- Вілла-Санта-Марія